# Buemarinoa patrizii
Genre
Espèce
Buemarinoa patrizii, unique représentant du genre Buemarinoa, est une espèce d'opilions laniatores de la famille des Buemarinoidae.

## Distribution
Cette espèce est endémique de Sardaigne en Italie. Elle se rencontre à Dorgali dans les grottes du Bue Marino.

## Description
Les mâles mesurent de 1,2 à 1,25 mm et les femelles de 1,3 à 1,4 mm.

## Étymologie
Cette espèce est nommée en l'honneur de Saverio Patrizi.

## Publication originale
- Roewer, 1956 : « Cavernicole Arachniden aus Sardinien II. » Fragmenta Entomologica, vol. 2, no 9, p. 97–104.